# Coppa Svizzera 1950-1951
La Coppa Svizzera 1950-1951 è stata la 26ª edizione della manifestazione calcistica. È iniziata nel settembre 1950 e si è conclusa il 14 aprile 1951.Questa edizione della coppa vide la vittoria finale del FC La Chaux-de-Fonds.

## Regolamento
Turni ad eliminazione diretta in gara unica. Le partite terminanti in parità dopo i tempi supplementari, potranno rigiocarsi una sola altra volta, se persiste il pareggio, si ricorre ad un sorteggio per stabilire la squadra qualificata al prossimo turno. Una prima fase vede la qualificazione di squadre attraverso delle eliminatorie regionali. Al terzo turno entrano in lizza le squadre di Nazionale A e B.

## Squadre partecipanti
| Basilea            |
| Bellinzona         |
| Bienne             |
| Cantonal Neuchâtel |
| Chiasso            |
| Grenchen           |
| La Chaux-de-Fonds  |
| Locarno            |
| Losanna            |
| Lugano             |
| Servette           |
| Young Boys         |
| Young Fellows      |
| Zurigo             |

| Aarau             |
| Berna             |
| Concordia Basilea |
| Étoile-Sporting   |
| Friburgo          |
| Grasshoppers      |
| Lucerna           |
| Mendrisiostar     |
| Moutier           |
| Nordstern         |
| San Gallo         |
| Urania Ginevra    |
| Winterthur        |
| Zugo              |

| Altstetten        |
| Arbon             |
| Baden             |
| Blue Stars Zurigo |
| Brühl             |
| Red Star Zurigo   |
| Sciaffusa         |
| Schöftland        |
| Trimbach          |
| Uster             |
| Wetzikon          |
| Wil               |

| Birsfelden     |
| Derendingen    |
| Helvetia Berna |
| Kleinhüningen  |
| Lengnau        |
| Olten          |
| Porrentruy     |
| Pratteln       |
| St. Imier      |
| Soletta        |
| Thun           |
| ViKtoria Bern  |

| Ambrosiana Lausanne   |
| Central Friburgo      |
| International Ginevra |
| La Tour-de-Peilz      |
| Malley                |
| Martigny              |
| Montreux-Sports       |
| Sierre                |
| Stade Lausanne        |
| Stade Nyonnais        |
| Vevey                 |
| Yverdon               |

| Amical Abattoirs Ginevra |
| Auvernier                |
| Forward Morges           |
| Madretsch                |
| Neuveville               |
| Renens                   |
| Reconvilier              |
| Saint-Leonard            |
| Sion                     |
| Stade Payerne            |
| Tramelan                 |

| Tössfeld         |
| Trimbach         |
| Zofingen         |
| Menziken         |
| Biberist         |
| Dürrenast        |
| Binningen        |
| Münchenstein     |
| Seebach          |
| Bodio            |
| Wettingen        |
| Lachen/Altendorf |
| Kreuzlingen      |
| Uster            |
| Küsnacht         |
| Langnau am Albis |
| Rüti             |

| Post Bern      |
| Töss           |
| Ems            |
| Rorschach      |
| Muttenz        |
| Gossau         |
| Compesières    |
| Melide         |
| Bümpliz        |
| Pieterlen      |
| Bienne-Boujean |
| Luzerner SC    |
| Burgdorf       |
| Wattwil        |
| Cully          |

| Noiraigue        |
| Bettlach         |
| Grandson         |
| Monthey          |
| Fontenais        |
| Kirchberg        |
| Oensingen        |
| Lyss             |
| Lerchenfeld      |
| Minerva Berna    |
| WEF Bern         |
| Veltheim         |
| Schlieren        |
| Industrie Zurigo |

| Shur              |
| Rohr              |
| Niedergösgen      |
| Gelterkinden      |
| Arlesheim         |
| Sargans           |
| Glarus            |
| Rheineck          |
| Thayngen          |
| Uzwil             |
| Oberwinterthur    |
| Phönix Winterthur |
| Oerlikon          |
| Lutry             |
| Vallorbe          |

### 1º Turno preliminare
Partecipano squadre di 2a e 3a Lega.
| Squadra 1         | Risultato      | Squadra 2 |
| ----------------- | -------------- | --------- |
| 13 Agosto 1950    |                |           |
| Amical Saint-Prex | 0 - 5          | Crans     |
| Bex               | 1 - 9          | Renens    |
| Cressier          | 4 - 7          | Vignoble  |
| Grandson          | 2 - 0          | Cossonay  |
| Stade Payerne     | 8 - 0          | Lucens    |
| Lutry             | 2 - 1          | Chailly   |
| Sentier           | 0 - 0(d.t.s.)  | Vallorbe  |
| Poliez-Le-Grand   | 4 - 4<(d.t.s.) | Donneloye |

### 2º Turno preliminare
| Squadra 1                | Risultato     | Squadra 2                |
| ------------------------ | ------------- | ------------------------ |
| 24 settembre 1950        |               |                          |
| Binningen                | 9 - 0         | Fontenais                |
| Bodio                    | 5 - 0         | Melide                   |
| Bümpliz                  | 10 - 1        | WEF Bern                 |
| Glarus                   | 2 - 3(d.t.s.) | Lachen/Altendorf         |
| Industrie Zurigo         | 1 - 4         | Affoltern                |
| Kirchberg                | 2 - 4         | Burgdorf                 |
| Lerchenfeld              | 1 - 3         | Bienne-Boujean           |
| Luzerner SC              | 7 - 4(d.t.s.) | Zugo                     |
| Lyss                     | 1 - 2         | Biberist                 |
| Menziken                 | 6 - 1         | Suhr                     |
| Münchenstein             | 9 - 2         | Gelterkinden             |
| Muttenz                  | 5 - 3         | Arlesheim                |
| Neuveville               | 5 - 2(d.t.s.) | Noiraigue                |
| Oensingen                | 2 - 3(d.t.s.) | Post Bern                |
| Pieterlen                | 3 - 2         | Bettlach                 |
| Renens                   | 2 - 0         | Monthey                  |
| Rorschach                | 5 - 1         | Rheineck                 |
| Sargans                  | 0 - 11        | Ems                      |
| Schlieren                | 0 - 2         | Langnau am Albis         |
| Sion                     | 2 - 0         | Saint-Leonard            |
| Stade Payerne            | 3 - 1         | Grandson                 |
| Thayngen                 | 3 - 4         | Kreuzlingen              |
| Töss                     | 2 - 0         | Oberwinterthur           |
| Tössfeld                 | 5 - 4(d.t.s.) | Phönix Winterthur        |
| Uzwil                    | 1 - 4         | Gossau                   |
| Wattwil                  | 2 - 3(d.t.s.) | Rüti                     |
| Wettingen                | 5 - 0         | Rohr                     |
| Zofingen                 | 4 - 0         | Niedergösgen             |
| Amical Abattoirs Ginevra | 1 - 1(d.t.s.) | Compesières              |
| Küsnacht                 | 1 - 1(d.t.s.) | Veltheim                 |
| Madretsch                | 1 - 1(d.t.s.) | Auvernier                |
| Minerva Berna            | 2 - 2(d.t.s.) | Dürrenast                |
| Tramelan                 | 1 - 1(d.t.s.) | Reconvilier              |
| Vallorbe                 | 5 - 5(d.t.s.) | Cully                    |
| 1 ottobre 1950           |               |                          |
| Forward Morges           | 6 - 0         | Lutry                    |
| Seebach                  | 4 - 1         | Oerlikon                 |
| (Spareggi)1 ottobre 1950 |               |                          |
| Compesières              | 1 - 1         | Amical Abattoirs Ginevra |
| Veltheim                 | 1 - 2         | Küsnacht                 |
| (Spareggi)8 ottobre 1950 |               |                          |
| Auvernier                | 1 - 2         | Madretsch                |
| Cully                    | 1 - 2         | Vallorbe                 |
| Dürrenast                | 2 - 0         | Minerva Berna            |
| Reconvilier              | ? - ?         | Tramelan                 |

### 3º Turno preliminare
Entrano in lizza le squadre di Prima Lega.
| Squadra 1                  | Risultato     | Squadra 2             |
| -------------------------- | ------------- | --------------------- |
| 8 ottobre 1950             |               |                       |
| Gossau                     | 1 - 3         | Brühl                 |
| 15 ottobre 1950            |               |                       |
| Baden                      | 1 - 0         | Langnau am Albis      |
| Biberist                   | 2 - 4         | Porrentruy            |
| Binningen                  | 1 - 6         | Kleinhüningen         |
| Bodio                      | 6 - 1         | Olten                 |
| Bümpliz                    | 1 - 4         | Malley                |
| Central Friburgo           | 5 - 4         | Burgdorf              |
| Compesières                | 1 - 3         | International Ginevra |
| Ems                        | 4 - 0         | Altstetten            |
| Forward Morges             | 3 - 1         | La Tour-de-Peilz      |
| Helvetia Berna             | 1 - 3         | Luzerner SC           |
| Kreuzlingen                | 1 - 4         | Sciaffusa             |
| Küsnacht                   | 3 - 2         | Blue Stars Zurigo     |
| Madretsch                  | 1 - 4         | Stade Nyonnais        |
| Martigny                   | 3 - 2(d.t.s.) | Renens                |
| Münchenstein               | 4 - 0         | Pratteln              |
| Muttenz                    | 1 - 6         | Birsfelden            |
| Post Bern                  | 1 - 5         | Lengnau               |
| Reconvilier                | 2 - 1         | St. Imier             |
| Rorschach                  | 3 - 2         | Arbon                 |
| Rüti                       | 0 - 2         | Wetzikon              |
| Seebach                    | 0 - 3         | Derendingen           |
| Sierre                     | 2 - 1         | Sion                  |
| Soletta                    | 5 - 3         | Wettingen             |
| Stade Lausanne             | 3 - 1         | Pieterlen             |
| Stade Payerne              | 1 - 2         | Montreux-Sports       |
| Thun                       | 5 - 1         | Dürrenast             |
| Töss                       | 3 - 1         | Red Star              |
| Trimbach                   | 7 - 1         | Affoltern             |
| Uster                      | 4 - 1         | Lachen/Altendorf      |
| Vallorbe                   | 1 - 0         | Ambrosiana Losanna    |
| Vevey                      | 3 - 0         | Bienne-Boujean        |
| Wil                        | 7 - 0         | Tössfeld              |
| Yverdon                    | 4 - 0         | Neuveville            |
| Zofingen                   | 2 - 1(d.t.s.) | Victoria Berna        |
| Schöftland                 | 0 - 0(d.t.s.) | Menziken              |
| 22 ottobre 1950(Spareggio) |               |                       |
| Menziken                   | 3 - 1         | Schöftland            |

### Trentaduesimi di finale
| Squadra 1          | Risultato     | Squadra 2             |
| ------------------ | ------------- | --------------------- |
| 29 ottobre 1950    |               |                       |
| Bellinzona         | 4 - 2         | Brühl                 |
| Berna              | 8 - 0         | Menziken              |
| Bienne             | 7 - 3         | Zofingen              |
| Birsfelden         | 1 - 2         | Grenchen              |
| Bodio              | 3 - 1         | Porrentruy            |
| Cantonal Neuchâtel | 1 - 0         | Forward Morges        |
| Central Friburgo   | 5 - 3         | Montreux-Sports       |
| Chiasso            | 7 - 3         | Wetzikon              |
| Concordia Basilea  | 2 - 0         | Luzerner SC           |
| Grasshoppers       | 4 - 2         | Baden                 |
| Küsnacht           | 2 - 0         | Zugo                  |
| La Chaux-de-Fonds  | 4 - 1         | Martigny              |
| Losanna            | 7 - 1         | Vallorbe              |
| Lucerna            | 5 - 2         | Kleinhüningen         |
| Lugano             | 6 - 0         | Töss                  |
| Malley             | 3 - 1(d.t.s.) | Yverdon               |
| Mendrisiostar      | 2 - 1         | Rorschach             |
| Moutier            | 7 - 0         | Stade Lausanne        |
| Münchenstein       | 0 - 6         | Basilea               |
| Nordstern          | 1 - 6         | Lengnau               |
| Reconvilier        | 2 - 3         | Trimbach              |
| San Gallo          | 0 - 2         | Wil                   |
| Sciaffusa          | 0 - 5         | Locarno               |
| Servette           | 4 - 1         | International Ginevra |
| Sierre             | 0 - 1         | Friburgo              |
| Soletta            | 1 - 2         | Young Boys            |
| Stade Nyonnais     | 1 - 5         | Étoile-Sporting       |
| Thun               | 3 - 2(d.t.s.) | Aarau                 |
| Urania Ginevra     | 3 - 1         | Vevey                 |
| Uster              | 0 - 2         | Winterthur            |
| Young Fellows      | 9 - 1         | Derendingen           |
| Zurigo             | 9 - 0         | Ems                   |

### Sedicesimi di finale
| Squadra 1         | Risultato     | Squadra 2          |
| ----------------- | ------------- | ------------------ |
| 3 dicembre 1950   |               |                    |
| Bellinzona        | 3 - 1         | Mendrisio          |
| Berna             | 2 - 0         | Lengnau            |
| Bienne            | 0 - 1         | Basilea            |
| Central Friburgo  | 0 - 4         | Cantonal Neuchâtel |
| Concordia Basilea | 3 - 1         | Lugano             |
| Étoile-Sporting   | 0 - 2         | La Chaux-de-Fonds  |
| Grasshoppers      | 5 - 2         | Zurigo             |
| Grenchen          | 2 - 1         | Trimbach           |
| Moutier           | 0 - 4         | Losanna            |
| Thun              | 6 - 1         | Lucerna            |
| Urania Ginevra    | 1 - 3(d.t.s.) | Friburgo           |
| Young Boys        | 9 - 0         | Bodio              |
| Young Fellows     | 3 - 1         | Chiasso            |
| 17 dicembre 1950  |               |                    |
| Küsnacht          | 0 - 2         | Wil                |
| Yverdon           | 3 - 4         | Servette           |
| 24 dicembre 1950  |               |                    |
| Winterthur        | 1 - 2         | Locarno            |

### Ottavi di finale
| Squadra 1          | Risultato | Squadra 2         |
| ------------------ | --------- | ----------------- |
| 7 gennaio 1951     |           |                   |
| Basilea            | 1 - 2     | Locarno           |
| Bellinzona         | 5 - 0     | Thun              |
| Berna              | 7 - 0     | Friburgo          |
| Grenchen           | 3 - 1     | Concordia Basilea |
| Losanna            | 4 - 1     | Young Boys        |
| Wil                | 1 - 3     | La Chaux-de-Fonds |
| Young Fellows      | 1 - 3     | Grasshoppers      |
| 14 gennaio 1951    |           |                   |
| Cantonal Neuchâtel | 1 - 0     | Servette          |

### Quarti di Finale
| Squadra 1         | Risultato | Squadra 2          |
| ----------------- | --------- | ------------------ |
| 14 gennaio 1951   |           |                    |
| La Chaux-de-Fonds | 2 - 1     | Losanna            |
| Locarno           | 2 - 1     | Grenchen           |
| 21 gennaio 1951   |           |                    |
| Berna             | 2 - 1     | Cantonal Neuchâtel |
| 28 gennaio 1951   |           |                    |
| Grasshoppers      | 0 - 2     | Bellinzona         |

### Semifinali
| Squadra 1                                    | Risultato     | Squadra 2         |
| -------------------------------------------- | ------------- | ----------------- |
| 25 febbraio 1951                             |               |                   |
| Berna                                        | 2 - 4         | La Chaux-de-Fonds |
| Locarno                                      | 1 - 1(d.t.s.) | Bellinzona        |
| (1° Spareggio) 4 marzo 1951                  |               |                   |
| Bellinzona                                   | 2 - 2(d.t.s.) | Locarno           |
| (2° Spareggio) 19 marzo 1951Giocata a Lugano |               |                   |
| Locarno                                      | 3 - 1(d.t.s.) | Bellinzona        |

### Finale
| Arbitro: | Ruftli (Bremgarien) |

|                             |           |                   |
| Antenen 24’, 37’ Chodat 43’ | Marcatori | Ernst 73’ Canetti |